# Ain't No Other Man
"Ain't No Other Man" é uma canção da artista musical norte-americana Christina Aguilera, contida em seu quinto álbum de estúdio Back to Basics (2006). Foi composta e produzida pela própria com o auxílio de DJ Premier e Charles Martin Roane, com escrita adicional por Kara DioGuardi e Harold Beatty, enquanto Rob Lewis ficou a cargo da produção vocal. A sua gravação ocorreu em 2005 nos Chalice Recording Studios, em Hollywood, Califórnia. Após o lançamento de seu quarto álbum de estúdio Stripped (2002) e colaborações posteriores, Aguilera decidiu incorporar elementos musicais populares dos anos 30 e 40 em seu projeto seguinte, inspirando-se em artistas famosos daquele período, como Billie Holiday, Otis Redding, Etta James e Ella Fitzgerald. Ela decidiu colaborar com Premier, parceria descrita por Christina como "impressionante".
A faixa foi enviada às rádios estadunidenses em 6 de junho de 2006, servindo como o primeiro single do projeto, sendo disponibilizada digitalmente na iTunes Store três dias depois. Posteriormente, foi editado um extended play (EP) digital, um maxi single, um CD single e uma segunda versão digital, incluindo seu vídeo musical. Musicalmente, "Ain't No Other Man" é classificada como uma canção derivada do funk, do pop e do R&B, com influências do soul, do blues e do jazz. A sua sonoridade é composta através dos vocais, juntando ainda teclado, guitarra, bateria, percussão e trompete. De acordo com Christina, o conteúdo lírico da canção não foi inspirado sobre o amor, mas sobre eventos que ocorreram em sua vida real, como o seu casamento com Jordan Bratman no ano de 2005. O uso não autorizado da canção "Hippy Skippy Moon Strut" (1968), de David Cortez & The Moon People, fez com que a companhia publicitária TufAmerica processasse a Sony Music Entertainment e suas empresas subsidiárias. A Sony fez um acordo com as empresas Codigo Music e Clyde Otis Music Group em pagar todos os direitos autorais da canção, cujo valor não foi revelado.
A faixa recebeu aclamação universal da mídia especializada, a qual prezou Aguilera devido à mudança de seus estilos musicais anteriores, enquanto elogiaram-na como um dos destaques do disco. Os vocais da cantora no número foram elogiados por grande parte dos resenhadores. Tal aclamação resultou na inclusão da obra em diversas listas e uma vitória na categoria de Best Female Pop Vocal Performance durante os Grammy Awards de 2007. Comercialmente, o single classificou-se entre as dez melhores posições na Alemanha, na Austrália, na Áustria, na Bélgica, no Canadá, na Dinamarca e em outras treze nações. Nos Estados Unidos, o tema converteu-se na sexta colocação como melhor na Billboard Hot 100, enquanto culminou na tabela Hot Dance Club Songs. Em setembro de 2014, a Nielsen SoundScan avaliou vendas de 1 milhão e 783 mil unidades digitais comercializadas em território estadunidense.
O vídeo musical correspondente, dirigido por Bryan Barber, estreou em 1º de abril de 2006 através da iTunes Store. Retratado no período dos anos 30 e 40, o trabalho apresenta Aguilera em sua personalidade alternativa Baby Jane, cantando e dançando em uma boate com suas amigas. A produção também contém demonstrações de "I Got Trouble" — canção de Back to Basics — em seu início e fim. O vídeo recebeu análises positivas dos críticos musicais, sendo nomeado nas categorias de Video of the Year, Best Female Video, Best Pop Video e Best Choreography durante os MTV Video Music Awards de 2006, porém perdeu todas. Como forma de divulgação, Christina apresentou "Ain't No Other Man" em diversas cerimônias, como nos MTV Video Movie Awards de 2006 e American Music Awards de 2008, além de incluí-la no repertório de sua turnê mundial Back to Basics Tour (2006-08). A faixa também foi regravada por diversos artistas, como Amelia Lily e CeCe Frey, e foi usada no jogo eletrônico Just Dance 4, quarta parte da série de jogos eletrônicos Just Dance, desenvolvida pela Ubisoft.

## Antecedentes e lançamento

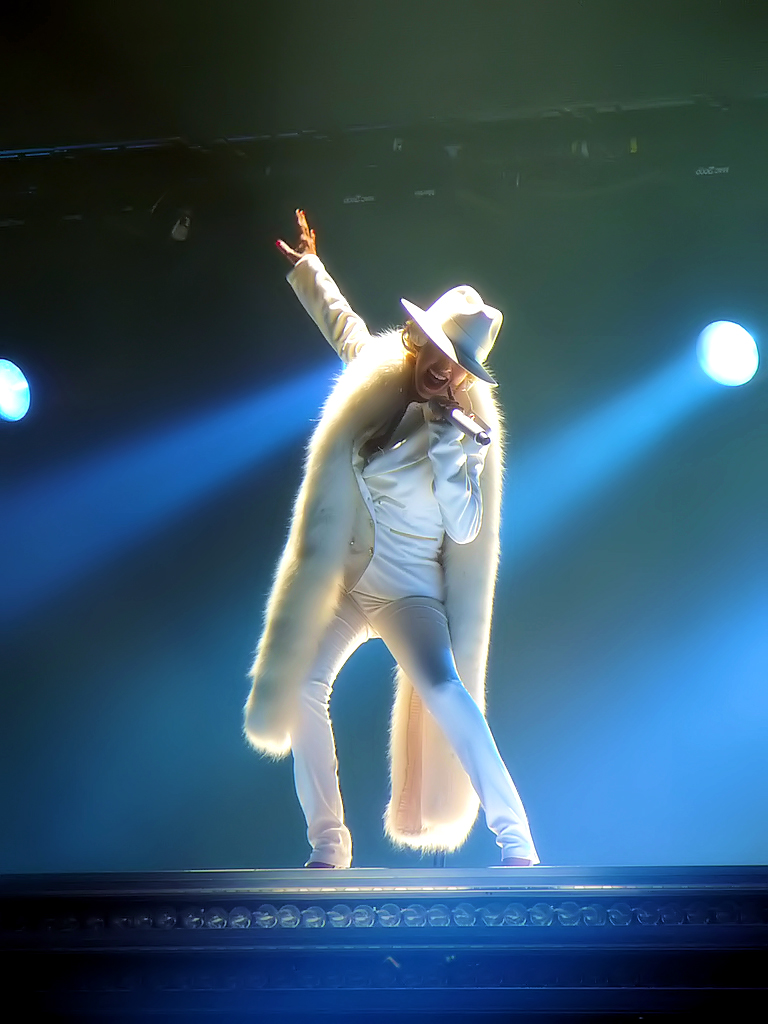
Aguilera iniciando a interpretação "Ain't No Other Man" durante a turnê Back to Basics Tour (2006-07).

Em outubro de 2002, Aguilera lançou seu quarto álbum de estúdio Stripped. O trabalho recebeu análises geralmente mistas da mídia especializada e debutou na segunda colocação da tabela estadunidense Billboard 200 com cerca de 330 mil cópias adquiridas. Após o termino das atividades promocionais de Stripped e colaborações feitas neste período, a cantora decidiu incorporar gêneros musicais populares das décadas de 30 e 40 em seu projeto seguinte, inspirando-se nos ídolos da época, como Billie Holiday, Otis Redding, Etta James e Ella Fitzgerald. Christina comentou que queria retornar a ser como uma artista e uma pessoa visionária na produção de seus discos. Posteriormente, ela enviou cartas a vários produtores, esperando que pudessem ajuda-la com a direção musical que queria para o material, incentivando-os a experimentar, reinventar e criar uma sensação moderna da música soul.
O produto final, Back to Basics (2006), foi concebido como um disco duplo. Para o primeiro disco, Aguilera decidiu trabalhar com produtores "mais orientados para batidas", como DJ Premier e Mark Ronson, que incorporaram demonstrações em grande parte das canções que produziram. A artista descreveu tal colaboração como uma "espécie de retorno com elementos do jazz, do blues e da música soul combinados com um toque dos dias modernos, como batidas contundentes". O conteúdo do segundo volume foi composto principalmente por Aguilera e Linda Perry — colaboradora de longa data de Christina —, sendo produzido inteiramente pela última. A cantora colaborou primeiramente com Premier após ouvir seus trabalhos com Gang Starr, que foram influenciados principalmente pelo jazz. Ela revelou que ficou "impressionada", adicionando a sua vontade de fazer materiais influenciados pelo jazz. A intérprete declarou que não tinha certeza se Premier trabalharia com ela, já que era a primeira vez que ele colaborava com alguém da música pop. Ele concordou em trabalhar com Aguilera, comentando o seguinte:
| “ | Eu fiquei surpreso por receber esta ligação por causa das nossas diferenças de público que tínhamos, mas eu estou sempre pronto para desafios e tentar algo novo. (...) Ela descreveu sobre o que seu álbum trata e, em seguida, enviou-me alguns CDs de que tipo de coisas a inspirou a fazer o disco, e isso passou a ser um monte de coisas com as quais eu cresci no início dos anos 70, pois eu tenho quarenta anos. Aretha Franklin, Etta James, Marvin Gaye, Esther Williams, todos os tipos de coisas diferentes. Uma vez que eu vi o estilo que ela queria, eu ainda tinha que fazê-lo soar do jeito que as minhas batidas batem e tal, mas ainda dar a ela a atmosfera que ela está tentando levar para fora do lado de cantora. | ” |

Enquanto compunha "Ain't No Other Man", Aguilera inspirou-se em Jordan Bratman, com quem casou em 2005. Premier descreveu a música como "atrevida" e uma gravação "[como a velha] 'Respect' [de] [[Aretha Franklin|Aretha [Franklin]]]'". Ele ainda comentou que seu ritmo era "rápido demais", "como 130 batidas por minuto", sendo diferenciada de seus projetos anteriores. Apesar de as letras da canção ainda estivessem incompletas, a cantora se "apaixonou" pela "alta energia" da faixa quando ouviu-a pela primeira vez. Consequentemente, ela escolheu a canção como o primeiro single de Back to Basics, cujo lançamento ocorreu em 6 de junho de 2006 através das estações de rádio estadunidenses mainstream e rhythmic. Posteriormente, o tema foi disponibilizado digitalmente na iTunes Store dos Estados Unidos três dias depois, e em 20 de junho seguinte, foi lançado na versão canadense desta loja. "Ain't No Other Man" foi lançada fisicamente nos Estados Unidos nos dias 20 do mesmo mês e 25 do mês seguinte, nos formatos de disco de vinil e CD single. Em 22 de agosto de 2006, foi comercializado na iTunes Store de países como Canadá, Suécia e Estados Unidos um extended play (EP), formado por dez remixes da obra. Na Europa, nomeadamente na Alemanha e na França, foi distribuído um CD single e um maxi single nos dias 28 de julho e 25 de setembro de 2006, respectivamente, sendo que no Reino Unido a música foi comercializada apenas no primeiro formato. No Brasil, foram lançados dois EP: o primeiro, constituído pela versão original da canção e outros três remixes da mesma, lançado em 28 de julho de 2006; o segundo, formado por sete remixes de "Hurt" — segunda faixa de trabalho de Back to Basics — e dois remixes de "Ain't No Other Man", comercializado em 9 de janeiro de 2007. Este último EP também foi distribuído no Canadá.

## Composição
Com duração de três minutos e quarenta e oito segundos (3:48), "Ain't No Other Man" é uma canção musicalmente derivada de gêneros musicais como o funk, o pop e o R&B, possuindo elementos do soul, do blues e do jazz. Foi produzida por Premier, enquanto a sua co-produção foi tratada por Aguilera e Charles Martin Roane, com Rob Lewis ficando a cargo da produção vocal. A sua gravação ocorreu no ano de 2005 nos estúdios Chalice Recording Studios, situados em Hollywood, Califórnia. A composição do tema foi construída com o auxílio de diversos instrumentos, nomeadamente teclado, guitarra, bateria, percussão e trompete. A execução do teclado da guitarra e da bateria foi exercida por Davidson Ospina, Tareq Akoni e Premier, respectivamente, enquanto a percussão ficou a cargo de Premier em conjunto com Ray Yslas. O trompete foi retirado do uso de demonstrações das canções "Hippy Skippy Moon Strut", de Dave Cortez & The Moon People, e "The Cissy's Thang", de The Soul Seven. Premier, Oscar Ramirez e Roane foram os responsáveis pela engenharia, enquanto David Ospina e Dan Sullivan ficaram a cargo do arranjo musical. Roane e Jordan Laws trataram da mixagem e da assistência de mixagem, respectivamente. Ospina e Sullivan remixaram a faixa. A fotógrafa alemã Ellen von Unwerth fotografou a arte da capa do single. O arranjo da instrumentação foi descrito como "bruto" e "balanço de traseiro". A mistura entre os materiais antigos e modernos na música foi elogiada por críticos musicais: Jody Rosen, da revista Entertainment Weekly, disse que a melodia do jazz contida na faixa adequou-se a Christina perfeitamente, enquanto Dorian Lyskey, do jornal The Guardian, descreveu a melodia como "divertida" e "crocante".
A letra foi escrita por Aguilera, Premier, Kara DioGuardi, Roane e Harold Beatty. De acordo com a partitura publicada pela Bug Music, a música foi composta na chave de fá menor, com um ritmo acelerado de 132 batidas por minuto. Os vocais da cantora abrangem-se entre as notas de lá bemol maior e Dó5. A composição apresenta três sequências básicas: a primeira, contida em seu início, formada por lá, Si7, fá, Sol7, Dó13 e Fá7; a segunda, contida nos versos, é constituída por fá menor, si bemol maior, Ré bemol maior7 e Dó7; a terceira, contida em seu refrão, apresenta uma sequência formada por fá menor e si bemol maior. Lyskey notou que as batidas da faixa são "estridentes" e possuem o mesmo "glamour aeróbico" de "Crazy in Love", de Beyoncé, enquanto Rosen definiu a faixa como "emocionante". Mike Joseph, da PopMatters, também notou que a canção apresenta um ritmo acelerado, chamando-o de "jazzístico" e "[com] batimentos". Em 2012, ao analisar o sétimo álbum de estúdio da artista, Lotus, Mike Wass, da página Idolator, percebeu que a música "Red Hot Kinda Love" é uma canção resposta à "Ain't No Other Man" devido aos seus elementos divertidos. Liricamente, segundo Aguilera, "Ain't No Other Man" não é uma canção de amor, e apenas se interlaça com elementos que aconteceram em sua vida. O tema parece tratar de Jordan Bratman, com quem Christina casou-se em 2005, mas fala sobre sentir-se bem. Em uma entrevista à MTV News, ela revelou o significado da canção, afirmando: "Eu queria torná-la leve e fácil para que as pessoas dançassem e cantassem junto. (...) Liricamente, acabei de me casar, por isso é sobre alguém em particular, mas tudo é sobre sentir-se bem e não levar nada muito a sério".

### Controvérsia
Surgiu uma controvérsia em relação aos créditos de demonstração em "Ain't No Other Man". A faixa apresenta uma demonstração da canção "Hippy Skippy Moon Strut" (1968), de David Cortez & The Moon People. Em 2011, a companhia publicitária estadunidense TufAmerica processou a Sony Music devido ao uso não autorizado da canção. De acordo com o processo feito pelo governo federal em Nova Iorque, a TufAmerica comprou os direitos autorais de "Hippy Skippy Moon Strut" em 2004, dois anos antes do lançamento de "Ain't No Other Man". Embora a empresa tenha possuído os direitos da canção, a Sony Music fez um acordo com a Codigo Music e a Clyde Otis Music Group para usar a demonstração, cujo valor não foi revelado. Aguilera não foi citada como réu no processo.

## Recepção

### Crítica profissional
| Críticas profissionais | Críticas profissionais |
| Avaliações da crítica  | Avaliações da crítica  |
| Fonte                  | Avaliação              |
| ---------------------- | ---------------------- |
| About.com              | [ 41 ]                 |

Dan Gennoe, colunista da versão britânica da página Yahoo! Music, descreveu a faixa como "balanço de traseiro" e "uma doce alma [de] retorno-aos-dias". John Murphy, do musicOMH, comparou os vocais de Aguilera na faixa aos de Mariah Carey. Murphy adicionou que a canção faz "você se sentar e tomar nota" e considerou "Ain't No Other Man" como "o melhor crossover pop/R&B" desde "Crazy in Love", de Beyoncé. Jody Rosen, da publicação Entertainment Weekly, analisou que a faixa "zumbe para o passado em um ritmo muito furioso". Kelefa Sanneh, periodista do The New York Times, prezou a canção como "a [música] gloriosa do álbum, [um] single de sucesso [em uma] milha-por-minuto, o que prova mais uma vez que ninguém pode rugir como Sra. Aguilera". Em uma revisão para o disco Back to Basics, Stephen Thomas Erlewine, do portal Allmusic, considerou a obra como "uma das melhores faixas de Back to Basics". Jenny Eliscu, da revista musical Rolling Stone, foi positiva em relação ao tema, selecionando-o como um dos melhores materiais do primeiro disco. Escrevendo para o The Morning Call, Len Righi comentou que "'Ain't No Other Man', 'Understand' e 'Slow Down Baby' colocam Christina na porta da casa de Aretha Franklin". Amanda Murray, da Sputnikmusic, escolheu a canção como um dos destaques do disco, resenhando que é a "mistura mais bem sucedida dos dois períodos que este disco escarrancha". Chris Evans, da Blog Critics, disse que "Ain't No Other Man" é uma "obra rápida e divertida".
Spence D., da página IGN, prezou a faixa como uma das músicas do álbum que "regem as rédeas de uma maneira maior". Thomas Inskeep, da revista Stylus Magazine, elogiou a mistura entre os estilos antigos e contemporâneos contida no número. Ele definiu-a como "sensual e atrevida" e um dos "melhores singles pop do ano". Mike Joseph, da PopMatters, selecionou "Ain't No Other Man" como um dos materiais que são perfeitos para levar Aguilera "ao topo". Ao analisar o DVD da turnê Back to Basics Tour (2006-08), intitulado Back to Basics: Live and Down Under (2008), Jake Meaney, do mesmo portal, comentou que a canção é "incrivelmente cativante", concluindo que Back to Basics contém "gêmeos incrivelmente cativantes", referindo-se a "Back in the Day" e "Ain't No Other Man". Sean Daly, do jornal Tampa Bay Times, rotulou o tema como uma "maravilha escaldante [e] dançante da falta de fôlego de dança de boates e explosões estridentes". Em uma revisão para o disco, Bill Lamb, do About.com, nomeou o tema como um dos melhores do projeto. Em uma resenha para o single, Lamb concedeu-lhe quatro estrelas de cinco permitidas, deduzindo: "É uma das expressões alusivas ao amor mais quentes dos últimos tempos", finalizando que era a "canção perfeita para se dançar nas festas do verão [de 2006]". Apesar de conceder a Back to Basics uma análise negativa, Dorian Lyskey, do periódico The Guardian, revisou "Ain't No Other Man" positivamente, classificando-a como a "música do verão [de 2006]" e canção "brilhante", comparando-a com "Crazy in Love", de Beyoncé. Ao revisar Back to Basics, Darryl Sterdan, da página canadense Canoe.ca, comentou que o tema é uma "atualização de 'Lady Marmalade'" e que "assemelha-se facilmente a sons antigos".

### Reconhecimento
No final de 2006, a Rolling Stone posicionou "Ain't No Other Man" na 18ª colocação entre as 100 melhores canções daquele ano. Charles Aaron, da revista Spin, classificou a faixa como o terceiro melhor single de 2006, reconhecendo-a como uma "detonação". Durante os Grammy Awards do ano seguinte, a canção rendeu a Aguilera uma vitória na categoria de Best Female Vocal Pop Performance. Em 2008, a música ganhou um BMI Award, feito pela Broadcast Music Incorporated (BMI).

## Vídeo musical

### Desenvolvimento
O vídeo musical de "Ain't No Other Man" foi dirigido por Bryan Barber e coreografado por Jeri Slaugher. Após assistir a um trailer do filme musical Idlewild (2006), dirigido por Barber, Aguilera quis fazer um vídeo que fosse dirigido por ele. Discutindo sobre a decisão de trabalhar com Bryan, ela explicou:
| “ | O que me intrigou foi que esse homem, Bryan Barber, era muito fechado em si mesmo e cercado por todo esse mundo da era dos anos 20 e 30, e isso me fez pensar que ele pudesse entender o que eu estou tentando fazer conceitualmente. Eu precisava obter o diretor certo que compartilhasse a minha visão. | ” |

Inicialmente, Aguilera planejou fazer o vídeo em preto-e-branco e o filmou em sua sala de estar com Barber e Slaugher. "Eu fiz o vídeo inteiro em minha sala de estar. Usei minha lareira como um palco improvisado e a escada como a mesa de sinuca onde eu iria ficar", disse Christina. De acordo com Barber, ela ficou bastante envolvida nas imagens. Segundo ele, "toda a equipe estava como se estivesse filmando um filme, e não um vídeo musical".

### Sinopse

Nesta cena do vídeo musical de "Ain't No Other Man", Aguilera é vista cantando os primeiros versos da faixa, vestindo um casaco de peles branco, um vestido prateado e uma boina em sua cabeça, também prateada. O figurino de Christina foi prezado por Jody Rosen, da Entertainment Weekly, que elogiou o "[vestido] folgado [das] Andrews Sisters e roupas da época do jazz".

Ao longo do vídeo, Aguilera interpreta sua personalidade alternativa Baby Jane, um apelido dado à cantora pelo rapper Nelly. O vídeo musical volta no tempo, iniciando-se com um carro com a placa "Baby Jane" estacionando na frente de um bar em uma rua escura na Califórnia. Na frente do local, é visto um homem fumando. Nestas cenas, pode ser ouvido excertos da canção "I Got Trouble" — presente no segundo disco de Back to Basics —, que é tocada como se estivesse sendo ouvida no volume baixo de um rádio. Então, Aguilera sai do carro usando salto alto e roupas clássicas com uma boina em sua cabeça. Após a porta do carro ser fechada, a canção começa a tocar e Aguilera dança com seu parceiro e suas dançarinas enquanto canta a faixa. No primeiro refrão, ela é vista em um camarim, vestindo um sutiã, maquiando-se com a ajuda de suas dançarinas, e recebendo flores de um desconhecido.
Na segunda estrofe, Christina é vista usando trajes vermelhos e ouvindo música com um fones de ouvido instalado em um gramofone prateado. Enquanto canta o segundo refrão, Aguilera está na frente de fotógrafos e continua cantando, vestindo um casaco de pele incrustado com um vestido prateado, sobrepondo um vestido de ouro em cima do figurino prateado. Depois, Aguilera aparece vestindo um traje preto-e-branco e continua dançando durante o refrão. Na ponte, ela caminha no bar e encontra seu parceiro. Depois de encontrá-lo, ela o empurra embaixo na cadeira e, em seguida, vai para a mesa de sinuca e continua a cantando, enquanto o lustre acima de sua cabeça começa a explodir e a acender fogos de artifício. Quando o refrão toca novamente, ela aparece com um vestido prata e anima o bar, ao passo em que é vista dançando. Perto do fim, o local esvazia-se, e Christina canta "I Got Trouble" novamente, deitada em um piano, enquanto as pessoas no clube observam-na.

### Lançamento e recepção
O vídeo musical de "Ain't No Other Man" estreou em 1º de abril de 2006 na iTunes Store de diversos países, como Estados Unidos, Portugal e Reino Unido. Em 21 de junho seguinte, o vídeo estreou no extinto programa musical Total Request Live, exibido pela MTV. Jody Rosen, da Entertainment Weekly, observou: "Ela está renovada (...) seu figurino, ostentando um [vestido] folgado [das] Andrews Sisters e roupas da época do jazz". Michael Slezak, da mesma revista, prezou o vídeo, escrevendo que Aguilera "arrasa sete figurinos elegantemente sensuais em pouco menos de cinco minutos, cada um mais perfeito do que o anterior (especialmente aquele vestido último vestido prateado final e uma cabeleira maravilhosamente selvagem)". Slezak também elogiou as coreografias, observando: "[Essa coreografia] é simultaneamente moderna e totalmente em sintonia com todo o estilo [que] Cotton Club trouxe para a vida", e concluindo que "não menos importante, Christina parece que está tendo uma explosão ao longo do vídeo". Jenny Eliscu, da Rolling Stone, aclamou o vídeo, prezando-o como um dos melhores do disco. Rachel McRady, da página Wetpaint, também foi positiva em relação ao trabalho, resenhando: "Seus suspensórios brilhantes e dourados são quase tão fabulosos como seus pontos de fusão de altas notas". James Montgomery, da MTV News, concedeu uma revisão negativa para o projeto. Ele escolheu o vídeo musical de "Ain't No Other Man" como um dos piores de Aguilera, resenhando que "Aguilera iniciou sua reinvenção Back to Basics com este vídeo adequadamente anacrônico, onde ela explora através do Harlem na era da proibição". A produção foi indicada em quatro categorias nos MTV Video Music Awards de 2006, nomeadamente Video of the Year, Best Female Video, Best Pop Video e Best Choreography, porém perdeu todas.

## Apresentações ao vivo

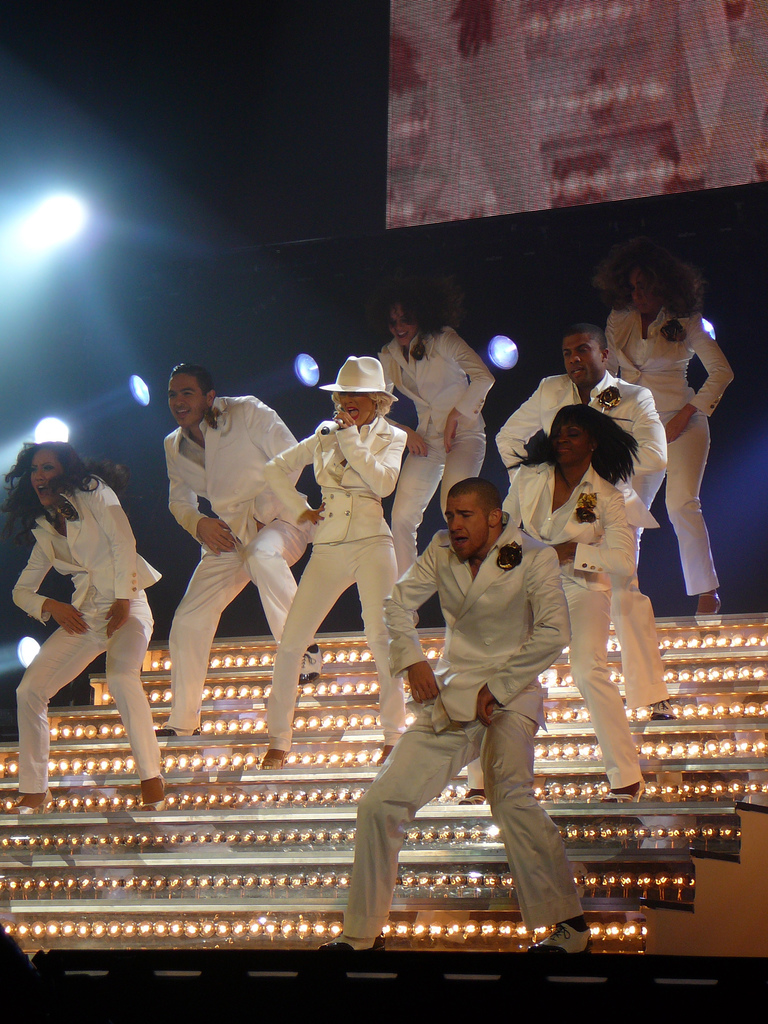
Aguilera e seus dançarinos cantando "Ain't No Other Man" durante a turnê Back to Basics Tour (2006-08).

Para divulgar "Ain't No Other Man" e Back to Basics, Aguilera apresentou a faixa em uma série de concertos. Em 8 de junho de 2006, ela cantou o tema pela primeira vez nos MTV Movie Awards de 2006, realizado nos Sony Pictures Studios, em Culver City, Califórnia. A MTV elogiou a performance, descrevendo os vocais de Aguilera durante o show como "vibrantes". No dia 20 do mês seguinte, a cantora apresentou a canção no clube de jazz Koko, em Londres, onde apresentou-se na frente de 1.500 pessoas, entre fãs e convidados. O concerto durou cerca de 40 minutos e foi predominantemente composto de músicas do então futuro disco Back to Basics e outras canções lançadas anteriormente, incluindo "Lady Marmalade" (2001) e "Beautiful" (2002). A MTV britânica foi positiva em relação ao espetáculo, escrevendo: "O show refletiu o humor do clube de jazz do novo álbum de Christina, com uma banda de apoio de latões de balanço pesado e os dançarinos ajustadores limitando sensualmente ao redor do palco". No programa noturno televisivo Late Show with David Letterman transmitido em 16 de agosto de 2006, Christina também executou o número ao vivo. A cantora também interpretou "Ain't No Other Man" na premiação NRJ Music Awards, feita em 20 de janeiro de 2007 em Cannes, França. Em 18 de fevereiro seguinte, ela cantou "Ain't No Other Man" e "Candyman" durante o show do intervalo do NBA All-Star Game, feito em Las Vegas, Nevada.
Para a premiação Muz-TV Awards de 2007, feita em 1º de junho daquele ano, Aguilera apresentou uma mistura constituída por "Fighter", "Hurt" e "Ain't No Other Man". Posteriormente, Christina selecionou "Ain't No Other Man" como o número de abertura do repertório da turnê mundial Back to Basics (2006-08). Para a performance, ela foi ajudada por uma banda formada por nove pessoas e ainda oito dançarinos de apoio. Na apresentação, foram mostradas manchetes de jornais no telão que ficava atrás do palco, como "Christina vai de 'safada' para recatada" e "Christina muda suas atitudes". A interpretação foi incluída no DVD oficial da digressão, intitulado Back to Basics: Live and Down Under (2008). Em 23 de novembro de 2008, enquanto divulgava seu primeiro álbum de grandes êxitos Keeps Gettin' Better: A Decade of Hits (2008), a artista apresentou por sete minutos uma mistura de seis sucessos na premiação American Music Awards de 2008, que foi realizada no Nokia Theatre em Los Angeles, Califórnia. A mistura incluiu as canções "Beautiful", "Keeps Gettin' Better", "Genie in a Bottle", "Dirrty", "Ain't No Other Man" e "Fighter". Em 5 de maio de 2010, enquanto promovia seu sexto álbum de estúdio, Bionic (2010), Aguilera cantou todos os seus sucessos no programa VH1 Storytellers, incluindo "Ain't no Other Man". Em 24 de outubro seguinte, a artista foi convidada para o show beneficente Justin Timberlake & Friends, realizado em Las Vegas e promovido por Justin Timberlake. Neste concerto, ela interpretou "Beautiful", "Fighter" e "Ain't No Other Man". No início do espetáculo, Timberlake declarou que Aguilera é "a melhor vocalista da minha geração", "sem competições".

## Regravações e uso na mídia
"Ain't No Other Man" foi regravada em diversas ocasiões por múltiplos artistas. A canção foi executada por quatro concorrentes do reality show American Idol, nomeadamente Melinda Doolittle, LaKisha Jones, Haley Scarnato e Gina Glocksen durante a turnê American Idol LIVE! Tour 2007 (2007). No final da oitava temporada da versão britânica da competição The X Factor, a cantora Amelia Lily regravou a faixa ao vivo. CeCe Frey, participante da versão estadunidense da competição, cantou "Ain't No Other Man" durante as audições. Nas audições às cegas da terceira temporada da competição The Voice, a concorrente Devyn DeLoera regravou a canção, fazendo com que os técnicos Blake Shelton, Adam Levine e a própria Aguilera virassem a cadeira para adicioná-la a suas equipes. A versão de DeLoera foi disponibilizada digitalmente na iTunes Store estadunidense em 10 de setembro de 2012. No reality show vietnamita Vietnam's Got Talent, a concorrente Hoang Khanh Linh regravou "Ain't No Other Man" durante a rodada final da segunda temporada. A faixa foi incluída em Just Dance 4, o quarto volume da série de jogos eletrônicos Just Dance, desenvolvida pela Ubisoft.

## Faixas e formatos
A versão digital de "Ain't No Other Man" lançada na iTunes Store estadunidense apresenta apenas a versão original da canção; no Canadá, contém como bônus o vídeo musical. O CD single vendido na Amazon alemã, estadunidense e francesa contém a edição original e instrumental da faixa. Foi lançado ainda um maxi single na Amazon alemã e francesa apresentando a versão original da faixa e outras três edições, cujo alinhamento também foi incluído em um extended play (EP) digital lançado exclusivamente no Brasil. Outros dois EPs foram lançados: o primeiro, vendido na iTunes Store de países como Canadá, Estados Unidos e Suécia, contém dez remixes do tema; o segundo, lançado no Brasil e no Canadá, apresenta seis remixes de "Hurt" — segundo foco de promoção de Back to Basics — e ainda outros dois remixes de "Ain't No Other Man".
| Download digital estadunidense |                      |         |  |
| N.º                            | Título               | Duração |  |
| 1.                             | "Ain't No Other Man" | 3:48    |  |

| Download digital canadense |                                      |         |  |
| N.º                        | Título                               | Duração |  |
| 1.                         | "Ain't No Other Man"                 | 3:48    |  |
| 2.                         | "Ain't No Other Man" (vídeo musical) | 4:52    |  |

| Maxi single e extended play (EP) digital brasileiro |                                                  |         |  |
| N.º                                                 | Título                                           | Duração |  |
| 1.                                                  | "Ain't No Other Man"                             | 3:48    |  |
| 2.                                                  | "Ain't No Other Man" (Jake Ridley Club Mix)      | 6:01    |  |
| 3.                                                  | "Ain't No Other Man" (Ospina Sullivan Radio Mix) | 3:45    |  |
| 4.                                                  | "Ain't No Other Man" (Acappella)                 | 3:28    |  |

| CD single |                                     |         |  |
| N.º       | Título                              | Duração |  |
| 1.        | "Ain't No Other Man"                | 3:48    |  |
| 2.        | "Ain't No Other Man" (instrumental) | 3:48    |  |

| EP digital |                                                   |         |  |
| N.º        | Título                                            | Duração |  |
| 1.         | "Ain't No Other Man" (Ospina Sullivan Radio Mix)  | 3:45    |  |
| 2.         | "Ain't No Other Man" (Junior Vasquez Club Mix)    | 6:44    |  |
| 3.         | "Ain't No Other Man" (Shape: UK Classica Mix)     | 8:45    |  |
| 4.         | "Ain't No Other Man" (Shape: UK Nocturnal Groove) | 9:16    |  |
| 5.         | "Ain't No Other Man" (Ospina Sullivan Club Mix)   | 7:11    |  |
| 6.         | "Ain't No Other Man" (Ospina Sullivan Dub Mix)    | 5:38    |  |
| 7.         | "Ain't No Other Man" (Jake Ridley Radio Mix)      | 3:50    |  |
| 8.         | "Ain't No Other Man" (Jake Ridley Club Mix)       | 6:01    |  |
| 9.         | "Ain't No Other Man" (Scotty K Bootleg Radio)     | 4:16    |  |
| 10.        | "Ain't No Other Man" (Scotty K Bootleg Mixshow)   | 5:44    |  |

| EP digital com remixes de "Hurt" |                                                 |         |  |
| N.º                              | Título                                          | Duração |  |
| 1.                               | "Hurt" (Chris Cox Radio)                        | 4:07    |  |
| 2.                               | "Hurt" (Chris Cox Radio with Intro)             | 4:15    |  |
| 3.                               | "Hurt" (Deeper-Mindset Radio)                   | 4:08    |  |
| 4.                               | "Hurt" (Jack Shaft Edit)                        | 3:56    |  |
| 5.                               | "Hurt" (Snowflake Radio Remix)                  | 4:05    |  |
| 6.                               | "Hurt" (Jake Ridley Edit)                       | 4:08    |  |
| 7.                               | "Hurt" (Deeper-Mindset Full On Club)            | 9:22    |  |
| 8.                               | "Ain't No Other Man" (Junior Vasquez Radio Mix) | 3:56    |  |
| 9.                               | "Ain't No Other Man" (Shape: UK Radio Mix)      | 3:27    |  |

## Créditos
Lista-se abaixo os profissionais envolvidos na elaboração de "Ain't No Other Man", de acordo com o encarte de Back to Basics:
Gravação e demonstrações
- Gravada em 2005 nos Chalice Recording Studios, Hollywood, Califórnia
- Contém demonstrações de "Hippy Skippy Moon Strut", cantada por Dave Cortez & The Moon People
- Apresenta interpolações de "The Cissy's Thang", interpretada por The Soul Seven

Equipe
| - Composição: Christina Aguilera, Kara DioGuardi, Chris E. Martin, Harold Beatty, Charles Roane - Produção: DJ Premier - Co-produção: Christina Aguilera, Charles Roane - Vocal principal: Christina Aguilera - Produção vocal: Rob Lewis - Engenharia: DJ Premier, Oscar Ramirez, Charles Roane - Arranjo: Davidson Ospina, Dan Sullivan | - Teclados: Davidson Ospina - Guitarra: Tareq Akoni - Baterias: DJ Premier - Percussão DJ Premier, Ray Yslas - Mixagem: Charles Roane - Assistência de mixagem: Jordan Laws - Remixagem: Davidson Ospina, Dan Sullivan - Fotografia: Ellen Von Unwerth |

## Desempenho nas tabelas musicais
Nos Estados Unidos, "Ain't No Other Man" debutou na posição de número dezesseis, na edição de 24 de junho de 2006. Nas semanas dos dias 1º e 8 de julho, a faixa subiu para os postos de número treze e nove, respectivamente. Na atualização feita em 15 de julho, a canção conquistou a sexta colocação, que foi o seu pico na tabela. Este desempenho positivo resultou em duas certificações para o tema, ambas entregues pela Recording Industry Association of America (RIAA): a primeira a ser entregue foi a de platina, reconhecendo vendas de um milhão de unidades em território estadunidense; a certificação seguinte foi a de ouro, devido a distribuição de 500 mil ctons de chamada nos Estados Unidos. Até setembro de 2014, a obra comercializou 1 milhão e 783 mil downloads digitais no país, de acordo com a Nielsen SoundScan. No Canadá, o número obteve um desempenho semelhante, atingindo a quarta posição como melhor na Canadian Hot 100 e sendo qualificada como platina pela Music Canada, devido a comercialização de 80 mil downloads digitais no país. Mais tarde, a mesma empresa também entregou um certificado de ouro para a canção, denotando vendas de 20 mil tons de chamada.
No Reino Unido, "Ain't No Other Man" estreou no 18º posto da UK Singles Chart, na semana de 29 de julho de 2006. Na edição seguinte, conquistou a vice-liderança do periódico, sendo barrada do topo por "Hips Don't Lie", de Shakira e Wyclef Jean. Este desempenho positivo resultou na certificação de prata feita pela British Phonographic Industry (BPI), devido a exportação de 200 mil unidades em solo britânico. O tema também foi certificado na Dinamarca, onde a IFPI do país entregou uma certificação de ouro, denotando distribuição de 7.500 unidades. Na Austrália e na Nova Zelândia, a faixa ocupou as 6ª e 9ª colocações, respectivamente. A primeira nação acabou por certificar a obra como ouro, devido as vendas de 35 mil cópias no país.
| Tabela musical (2006)                                         | Melhor posição |
| ------------------------------------------------------------- | -------------- |
| Alemanha (Media Control Charts)                               | 5              |
| Austrália (ARIA Charts)                                       | 6              |
| Áustria (Ö3 Austria Top 40)                                   | 7              |
| Bélgica (Ultratop 50 de Flandres)                             | 10             |
| Bélgica (Ultratop 40 da Valônia)                              | 27             |
| Canadá (Canadian Hot 100)                                     | 4              |
| Dinamarca (Denmark Airplay)                                   | 5              |
| Eslováquia (IFPI Slovenská Republika)                         | 4              |
| Estados Unidos (Billboard Hot 100)                            | 6              |
| Estados Unidos (Hot Dance Club Songs)                         | 1              |
| Estados Unidos (Pop Songs)                                    | 8              |
| Estados Unidos (Adult Pop Songs)                              | 19             |
| Finlândia (IFPI Finlândia)                                    | 5              |
| França (Syndicat National de l'Édition Phonographique)        | 26             |
| Grécia (IFPI Grécia)                                          | 23             |
| Hungria (Magyar Hanglemezkiadók Szövetsége)                   | 3              |
| Irlanda (Irish Recorded Music Association)                    | 3              |
| Itália (Federazione Industria Musicale Italiana)              | 5              |
| Noruega (VG-lista)                                            | 2              |
| Nova Zelândia (Recording Industry Association of New Zealand) | 5              |
| Países Baixos (MegaCharts)                                    | 11             |
| Reino Unido (UK Singles Chart)                                | 2              |
| Chéquia (IFPI Česká Republika)                                | 15             |
| Suécia (Sverigetopplistan)                                    | 15             |
| Suíça (Schweizer Hitparade)                                   | 5              |
| Ucrânia (FDR Charts)                                          | 3              |
| União Europeia (Eurochart Hot 100 Singles)                    | 3              |
| Venezuela (Record Report)                                     | 6              |

| Tabela musical (2006)                 | Posição |
| ------------------------------------- | ------- |
| Austrália (ARIA Charts)               | 34      |
| Áustria (Ö3 Austria Top 40)           | 53      |
| Estados Unidos (Billboard Hot 100)    | 32      |
| Estados Unidos (Hot Dance Club Songs) | 8       |
| Países Baixos (MegaCharts)            | 66      |
| Suíça (Schweizer Hitparade)           | 26      |
| Reino Unido (UK Singles Chart)        | 33      |

| Tabela musical (2000-09)              | Melhor posição |
| ------------------------------------- | -------------- |
| Estados Unidos (Hot Dance Club Songs) | 46             |

| País                       | Certificação |
| -------------------------- | ------------ |
| Austrália (ARIA)           | Ouro         |
| Canadá (Music Canada)      | Platina      |
| Dinamarca (IFPI Dinamarca) | Ouro         |
| Estados Unidos (RIAA)      | Platina      |
| Reino Unido (BPI)          | Prata        |
| Tom de chamada             |              |
| Canadá (Music Canada)      | Ouro         |
| Estados Unidos (RIAA)      | Ouro         |

## Histórico de lançamento
| País           | Data                   | Formato                          | Gravadora |
| -------------- | ---------------------- | -------------------------------- | --------- |
| Estados Unidos | 6 de junho de 2006     | Rádios mainstream e rhytmic      | RCA       |
| Estados Unidos | 9 de junho de 2006     | Download digital                 | RCA       |
| Canadá         | 20 de junho de 2006    | Download digital                 | RCA       |
| Estados Unidos | 20 de junho de 2006    | Disco de vinil                   | RCA       |
| Reino Unido    | 24 de julho de 2006    | CD single                        | Sony      |
| Estados Unidos | 25 de julho de 2006    | CD single                        | RCA       |
| Alemanha       | 28 de julho de 2006    | CD single e maxi single          | RCA       |
| Brasil         | 28 de julho de 2006    | Extended play (EP) digital       | RCA       |
| Canadá         | 22 de agosto de 2006   | Extended play (EP) digital       | RCA       |
| Estados Unidos | 22 de agosto de 2006   | Extended play (EP) digital       | RCA       |
| Suécia         | 22 de agosto de 2006   | Extended play (EP) digital       | RCA       |
| França         | 25 de setembro de 2006 | CD single e maxi single          | RCA       |
| Brasil         | 9 de janeiro de 2007   | EP digital com remixes de "Hurt" | RCA       |
| Canadá         | 9 de janeiro de 2007   | EP digital com remixes de "Hurt" | RCA       |